# Dhammayangyi
Le Dhammayangyi est le plus grand des temples bouddhiques de Bagan, en Birmanie. Commencé, selon les historiens, soit par le roi Alaungsithu avant 1167, soit par son fils Narathu après cette date, il est resté inachevé. Il fut l'objet de beaucoup de soins: ses briques furent frottées les unes contre les autres, afin qu'aucun interstice ne fût visible, et collées par un enduit végétal de composition mal connue, mais d'une extrême solidité.
Il est bâti sur le modèle du Temple de l'Ananda, carré, avec des porches en projection, mais plus massif. Son pilier central (50 m de large) n'est pas orné de bouddhas debout, mais creusé d'une seule niche, à l'Est, abritant un bouddha couché. Le toit est formé de sept terrasses successives. Le sikhara (tour-sanctuaire) est réduit à sa base, soit qu'il se soit écroulé, soit qu'il n'ait jamais été construit.